# Sennyey István (megyés püspök)
Kissennyei Sennyey István (Küküllővár, Küküllő vármegye, 1580 körül – Győr, 1635. október 22.) veszprémi, majd győri püspök.

## Élete
Sennyey Pongrác erdélyi főgenerális fia. A bécsi jezsuiták gimnáziumában érettségizett, majd Rómában végezte teológiai tanulmányait a Collegium Germanicum et Hungaricumban. 1616-ban szentelték  pappá, 1618-tól esztergomi kanonok. 1621 és 1623 között Sopron város plébánosa. Közben 1621-től kinevezett boszniai püspök, 1623-tól kinevezett váci püspök és alkancellár. 
1627. július 18-án szentelte tényleges püspökké Pázmány Péter. Aktívan részt vett a Habsburg Birodalom és az Erdélyi Fejedelemség közötti politikai tárgyalásokon. 1628-tól veszprémi püspök volt, ahol újra felállította a veszprémi káptalant és felújíttatta a székesegyházat. 1630-tól haláláig győri püspök volt. A szombathelyi ferencesek templomában temették el.